# الیپورا
الیپورا (به انگلیسی: Allipura) یک منطقهٔ مسکونی در هند است که در کارناتاکا واقع شده‌است.

## خصوصیات
الیپورا ۷٬۴۸۲ نفر جمعیت دارد.